# Entravision Radio
Entravision Radio es una cadena radiofónica en español de Estados Unidos, que pertenece a Entravision Communications Corporation.

## Historia
Entravision Radio se creó en 1996 con sede en Santa Mónica (California).
Sus fundadores fueron: Walter F. Ulloa y Philip C. Wilkinson.
El actual Vicepresidente es Néstor Rocha "El Pato".
Entravision al principio sólo era radio, pero posteriormente creció y ahora también posee estaciones de televisión, creándose el grupo "Entravision Communications Corporation".

## Estaciones de radio
Posee 47 estaciones de radio (36 FM y 11 AM), 6 de ellas en Los Ángeles, 4 en Phoenix, 5 en El Paso, 3 en Denver.
Existen 10 estaciones de radio donde "Entravision Communications Corporation" también posee estaciones de televisión: McAllen-Brownsville, Texas; Albuquerque, Nuevo México; Denver, Colorado; El Paso, Texas; Las Vegas, Nevada; Monterey, California; Yuma, Arizona; El Centro, California; Palm Springs, California; Lubbock, Texas; y Reno, Nevada.

## Programación
Su programación básicamente es musical y posee tres formatos principales:
- Super Estrella: música pop y rock en español
- La Tricolor: radio con gran influencia mexicana.
- José: éxitos de música en español desde los 70 hasta hoy.